# カルトリ・カヘティ王国

カルトリ・カヘティ王国
ქართლ-კახეთის სამეფო (ジョージア語)

カルトリ・カヘティ王国の位置

カルトリ・カヘティ王国（カルトリ・カヘティおうこく、グルジア語: ქართლ-კახეთის სამეფო, ラテン文字転写: kartl-k'akhetis samepo、1762年 - 1801年）は、ジョージアに存在したカルトリ王国とカヘティ王国の連合により成立した国家である。16世紀中ごろから18世紀中ごろまでジョージア東部はアマスィヤの講和によって、イランの王朝の支配下にあった。1744年にアフシャール朝のナーディル・シャーは忠誠心の見返りとして、テイムラズ2世にカルトリ王国の王権、テイムラズ2世の息子エレクレ2世にカヘティ王国の王権を認めた。1747年にナーディル・シャーが暗殺されると、テイムラズ2世とエレクレ2世はアフシャール朝の不安定な情勢に乗じて、事実上独立した。1762年のテイムラズ2世の死後、エレクレ2世はカルトリ王国の領域を継承して2つの王国は合同し、約3世紀ぶりにジョージア東部が統一された。
エレクレ2世はザンド朝への従属を表明したが、その後30年間は自治が維持された。1783年にゲオルギエフスク条約によってカルトリ・カヘティ王国はロシア帝国の保護国となり、イランへの従属をやめることとなる。この条約によって自衛権や外交権が失われたが、国内の自治は保たれた。また、イランなどがジョージア東部を攻撃した際の保護が保証された。
1790年代にイランを統一したカジャール朝のアーガー・モハンマド・シャーは、エレクレ2世に対してロシアとの条約破棄と、イランへの再従属を要求したが、エレクレ2世はこれを拒んだ。アーガー・モハンマド・シャーはカルトリ・カヘティ王国へと侵攻し、トビリシを占領、略奪した(Krtsanisiの戦い)。これによって、ジョージア東部は一時的にイランの支配を受けたものの、1797年にアーガー・モハンマド・シャーが暗殺され、エレクレ2世もその翌年に亡くなった。
その後混乱の中でエレクレ2世の息子ギオルギ12世が王となるが、1800年にロシア帝国に併合され、同国グルジア県の一部となる。その後、1804年から1813年のロシア・ペルシャ戦争後のゴレスターン条約によって、イランはロシアにジョージアを含むザカフカス地方の領有権を認めることとなる。

## 国王一覧
- エレクレ2世（1762年 - 1798年）
- ギオルギ12世（1798年 - 1800年）